# Ga Yongmun
Ga Yongmun là ga trên Tuyến Jungang ở Gyeonggi-do, Hàn Quốc. Nó là ga cuối phía Tây của đường sắt, chạy từ Seoul đến Yangpyeong. Tàu Mugunghwa chỉ dừng lại tại ga này.
Các điểm tham quan gần đó bao gồm Mt. Yongmun (1,157 m), một nơi phổ biến cho người leo núi núi, và Yongmunsa, chùa Phật giáo.

## Bố trí ga
| ↑ Wondeok                      |
| \| ６５ \| ４ \| ３ \| ２１ \| |
| Jipyeong ↓                     |

| 1・2 | ● Tuyến Gyeongui–Jungang      | Tàu thường · Tốc hành                | → Hướng đi Jipyeong →                          |
| 3    | Tuyến Jungang                 | ITX-Saemaeul · ITX-Maum Mugunghwa-ho | → Hướng đi Wonju · Andong · Bujeon →           |
| 3    | Tuyến Taebaek                 | Mugunghwa-ho                         | → Hướng đi Jecheon · Taebaek · Donghae →       |
| 4    | Tuyến Jungang · Tuyến Taebaek | ITX-Saemaeul · ITX-Maum Mugunghwa-ho | ← Hướng đi Yangpyeong · Deokso · Cheongnyangni |
| 5・6 | ● Tuyến Gyeongui–Jungang      | Tàu thường · Tốc hành                | ← Hướng đi Cheongnyangni · Yongsan · Munsan    |